# 泉明日香
泉 明日香（いずみ あすか、1992年9月20日 - ）は、日本のタレント、元ジュニアアイドル。東京都出身。株式会社CPC所属。 

## 経歴
2005年よりU-15アイドルとして本格的に活動し、同年8月に『アイドル魂Jr. 泉明日香 part.1』でDVDデビュー。12歳でありながらTバックの水着姿を披露し話題になる。2006年以降、心交社よりTバック路線を強調したグラビア・DVD展開を行い、元祖U-15Tバックアイドルと目されるようになった。（但し、初めてU-15世代でTバックを着用したシーンがあるDVDをリリースしたのは仲村みうである。）
中学生の時点で発表されたファースト写真集『Peach』では、体の一部を大きく捉えた構図のショットが含まれており、子どもを被写体とするときは必ず顔を含めるという業界内での暗黙の約束を破ったことで賛否両論となった。
ジュニアアイドルとしては写真集、DVDともに異例の売り上げを記録したが、その結果として小中学生がTバック等の過激な水着を着用した写真集やDVDが多数リリースされる事態を招いてしまい、2006年以降、低年齢アイドルの過激なグラビアに対する批判がマスメディアで大きく取り上げられるようになり、その矢面に立たされることも多くなった。（なお、彼女の母はこのような事態に対し「私が言うのもなんだけど、今の状況は過激過ぎると思う」とコメントしている。）
2007年1月に日本テレビ系で放送された『ジェネジャン・未成年の"生"と"性"スペシャル』に事務所社長兼マネージャーである母親とともに出演、グラビア展開が自分の意思によるものであると主張するとともに、将来はグラビアを卒業し、モデルになりたいとも語った。
2011年3月にはブログで、小さい時からの2つの夢（1つは芸能界に入ること、もう1つは保育士になること）をかなえたいとのことで、翌4月からは保育系の専門学校に進学することを明らかにした。また、今後はDVDを出さず、出来る範囲内で撮影会を行いたいとの本人の意向が示された。

## 人物
公式ブログ「泉明日香のほんわか日記」を運営している。ブログを運営する会社を頻繁に変えており、現在はアメブロとなっている。なお、過去に投稿した記事は閲覧することができない。ブログ上での一人称は「あすか」。
ファンに対しては誠実で律儀な接し方をする。ブログではしばしばファンの声を直接聞こうとするコーナーを設けている。
出身地については「長崎県」とされることもあったが、親の出身地であり、彼女本人は「東京都」の生まれである。
前出の心交社によるDVDで有名になった彼女だが、普段の芸能活動はミニライブへの出演、ファンとの交流会（撮影会）などと派手さのない堅実なものである。なお、ミニライブでは持ち歌がないが、ブログでファンに対して歌ってほしい曲を募集したこともある。（
以上）
特技は体操で、腹筋が割れるほど引き締まった身体をしている。

## 出演作品

### DVD
単独名義
- アイドル魂Jr. 泉明日香 part.1 （2005年8月26日、INGOT）[12]
- アイドル魂Jr. 泉明日香 part.2 （2005年9月22日、INGOT）
- 美少女早春物語 5 （2005年10月28日、スタジオアクト）
- Oh My little girl （2006年2月11日、ASP）
- 明日香のTタイム （2006年5月19日、心交社）
- 明日香のTオーレ （2006年9月15日、心交社）ロケ地:沖縄[13]
- 明日香のTダンス♪ （2006年12月15日、心交社）ロケ地:グアム[14]
- 明日香のTないと （2007年4月27日、心交社）ロケ地:バリ島
- LOVE HUNTER （2007年8月10日、心交社）ロケ地:関東近郊、東京湾[15]
- LOVE ISLAND （2007年12月14日、心交社）ロケ地:沖縄
- Last Presents （2008年3月14日、心交社）ロケ地:バリ島[16]
- 激写 泉明日香 あすか再び （2009年1月16日、日本メディアサプライ）ロケ地:バリ島[17]
- 究極乙女 泉明日香 16歳の決心 （2009年4月24日、MediaForce株式会社）ロケ地:バリ島
- 激写 泉明日香 美少女再び （2009年7月17日、日本メディアサプライ）
- 究極乙女 泉明日香 sweet seventeen （2009年10月30日、MediaForce株式会社）[18]
- 激写 泉明日香 愛のカタチ （2010年1月22日、日本メディアサプライ）
- 激写 泉明日香 あすかの決意 （2010年4月16日、日本メディアサプライ）
- 究極乙女 泉明日香（2011年2月18日、MediaForce株式会社 / 2012年1月27日 MediaForce株式会社【Blu-ray版】）

複数名義
- スク水コレクション 4 （2006年7月31日、アイマックス）　共演：佐々木舞
- 清純いもうと倶楽部 Vol.12 （2006年8月31日、アイマックス）　共演：芦田実沙寿、植野千尋
- 現役中学生:うれし恥ずかし:Vol.22 （2006年11月17日、日本メディアサプライ）　共演：小川櫻子、ふかやれい
- 実写版 まいっちんぐマチコ先生 Go!Go! 家庭訪問 （2007年5月24日、ティーエムシー）　共演：森下悠里、仲村みう、倉田みな、水沢亜咲美
- U15元祖Tバックアイドル「泉明日香」登場！美人熟女と合体！キャットファイト新境地 （2007年7月27日、Cat Panic Entertainment）
- ケガドル! 桃十字病院のホータイ系少女たち（2007年10月25日、ラブドルネット）　共演：仲村みう、鈴木茜、社りんね、中原深里、相澤凛
- 怪談　牡丹燈籠　もっともっと愛されたかった。（2008年5月21日、TOEI COMPANY,LTD.）　共演：大沢樹生、髙木りな、坂口良子、小倉一郎、安達有里、ミスターちん、長倉大輔、森章二、金田龍之介
- LOVEDOL T’s ラブドルティーンズ（2008年9月30日、ラブドルネット）仲村みう、姫咲友梨香、岸波莉穂、夕凪えみ、愛川萌 、天美しおり
- 究極乙女 TWINS 中井ゆかり LOVES 泉明日香 （2009年2月27日、MediaForce株式会社） 共演：中井ゆかり
- 究極乙女 TWINS II 中井ゆかり LOVES 泉明日香 （2009年5月22日、MediaForce株式会社） 共演：中井ゆかり[19]
- 本気萌え グラドルビーチバレー熱闘篇（2009年5月27日、SPO-X）　共演：吉見衣世（花木衣世）、水沢彩、矢部美希、桐山瑠衣、石井香織、岡本果奈美
- 中井ゆかり & 泉明日香  激写 Dream collaboration（2009年12月18日、日本メディアサプライ） 共演：中井ゆかり

## 書籍

### 写真集
- Peach（2006年5月11日、心交社、撮影：竹下晃史）ISBN 9784778102425
- 桃姫（2006年9月10日、心交社、撮影：竹下晃史）[13]ISBN 9784778102883
- 月桃花（2006年12月10日、心交社、撮影：加納典譲）ISBN 9784778103330
- Moon Light（2007年5月10日、心交社、撮影：小澤太一）ISBN  9784778103941
- あばんぎゃるど（2007年8月2日、心交社、撮影：加納典譲）ISBN 9784778104344
- マーメイド伝説（2007年12月12日、心交社、撮影：堂野一圭）ISBN 9784778104948
- YEAR BOOK（2008年3月12日、心交社、撮影：小池伸一郎）ISBN 9784778105402